# Contea di Sayn-Altenkirchen
Sayn-Wittgenstein-Altenkirchen (a volte chiamata Sayn-Altenkirchen) era una contea tedesca nella Renania-Palatinato, vicino al fiume Sieg.
Quando il conte Guglielmo III di Sayn-Wittgenstein-Sayn morì nel 1623 senza eredi, l'arcivescovo di Colonia prese possesso della contea in attesa che la questione venisse risolta. Un trattato del 1648 pose fine ai problemi stabilendo che la contea fosse affidata alle principesse Ernestina e Giovanna, due sorelle di cui il conte Guglielmo era il nonno. Si stabilì inoltre che la madre delle principesse, la contessa vedova Luisa Giuliana, fosse reggente. Poco dopo il trattato, però, la contea fu divisa tra le due sorelle. La parte di Ernestina fu chiamata Sayn-Wittgenstein-Hachenburg (o Sayn-Hachenburg), un titolo che si tramandò per linea femminile e che ora è un titolo del granduca del Lussemburgo. La parte di Giovanna fu chiamata Sayn-Wittgenstein-Sayn-Altenkirchen. La loro madre rimase reggente di entrambe le contee fino al 1652, quando Ernestina e Giovanna presero possesso delle loro rispettive contee. Sayn Altenkirchen fu ereditata prima dal duca Giovanni Guglielmo di Sassonia-Eisenach, il figlio di Giovanna, e poi dal duca Guglielmo Enrico di Sassonia-Eisenach, nipote di Giovanna. Guglielmo Enrico morì senza figli e Sayn Altenkirchen fu ereditata dal burgravio Carlo di Brandeburgo-Ansbach, pronipote di Giovanna.
La contea di Sayn-Wittgenstein-Sayn-Altenkirchen ebbe fine quando fu data ai Nassau-Weilburg nel 1803.
Carolina, regina del Regno Unito era coerede di questa contea ma non la ereditò mai.

## Conti e contesse di Sayn-Wittgenstein-Sayn-Altenkirchen (1648-1803)
- Giovannetta di Sayn-Wittgenstein (1648-1701)
- Luisa Giuliana di Erbach (1648-1652) - reggente
- Guglielmo Enrico di Sassonia-Eisenach (1701-1741)
- Carlo Alessandro di Brandeburgo-Ansbach (1741-1792)

Alla Prussia (1792-1803)
Data ai Nassau-Weilburg (1803)
| Controllo di autorità | VIAF (EN) 246295307 · GND (DE) 4680138-8 |